# Svenska Cykelsällskapet
Svenska Cykelsällskapet (SCS) är en ideell organisation för cykelintresserade i Sverige. SCS är partipolitiskt obunden. Nya CykelTidningen (NCT) är SCS:s nyhetsorgan, den ges ut med fyra nummer per år.

## Cykelleder
SCS ansvarar för skyltningen längs ett antal cykelleder:
- Banvallsleden
- Dalslandsleden
- Mälardalsleden
- Sverigeleden
- Västgötaleden